# Piri Reis
Ahmet Muhiddin Piri (k. 1465 – 1553), hay còn gọi là Piri Reis (tiếng Ottoman Turkish: حاجي أحمد محيتين پيري بك; tiếng Thổ Nhĩ Kỳ: Pîrî Reis hay Hacı Ahmet Muhittin Pîrî Bey), là một hoa tiêu, nhà địa lý học và nhà bản đồ học. Ông được biết đến vì những bản đồ và biểu đồ được sưu tầm trong Kitab-ı Bahriye (Cuốn sách định vị), một cuốn sách mà có thông tin chi tiết về các phương pháp định vị sớm, cũng như các biểu đồ tương đối chính xác vào thời đó, miêu tả các hải cảng và thành phố khu vực Địa Trung Hải.